# Арчхи
Арчхи — река в России, протекает по Пригородному району Северной Осетии. Длина реки составляет 15 км. Площадь водосборного бассейна — 27,5 км².
Начинается на северном склоне горы Гайкомд. Течёт в общем северо-западном направлении между хребтами Дзиньлам и Карынгидун через буково-грабовый лес. Устье реки находится в 83 км по левому берегу реки Камбилеевка на территории села Тарского.

## Данные водного реестра
По данным государственного водного реестра России относится к Западно-Каспийскому бассейновому округу, водохозяйственный участок реки — Терек от границы РФ с Грузией до впадения реки Урсдон, без реки Ардон. Речной бассейн реки — Реки бассейна Каспийского моря междуречья Терека и Волги.
Код объекта в государственном водном реестре — 07020000212108200003558.